# SES (gruppo musicale)
Le S.E.S (에스.이.에스?; acronimo dei nomi dei suoi membri, Sea, Eugene e Shoo) sono un girl group sudcoreano formatosi a Seul nel 1997 sotto la direzione della SM Entertainment.

## Carriera
Si trattò del primo gruppo femminile K-pop ad ottenere successo. In seguito al loro scioglimento nel 2002, le componenti del gruppo intrapresero carriere differenti. Le SES diedero il via alla nascita di altre girlband di simil successo, come le FinKL le Baby VOX e le Girls' Generation.

## Formazione
- Bada (바다) – leader, voce (1997-2002; 2016-2017)
- Eugene (유진) – voce, rap (1997-2002; 2016-2017)
- Shoo (슈) – voce, rap (1997-2002; 2016-2017)

## Discografia

### Album in studio
- 1997 – I'm Your Girl
- 1998 – Sea & Eugene & Shoo
- 1999 – Reach Out
- 1999 – Love
- 2000 – Be Ever Wonderful
- 2000 – A Letter from Greenland
- 2002 – Choose My Life-U
- 2017 – Remember

### Raccolte
- 2000 – Prime: S.E.S. the Best
- 2001 – Here & There – S.E.S. Singles Collection
- 2001 – Surprise
- 2002 – SES Best
- 2002 – Friend
- 2003 – Beautiful Songs

### Album video
- 1999 – Dreams Come True
- 2000 – 2000 SES First Concert
- 2000 – SES Video Clips

### Album di remix
- 2002 – SES Remixed – Dal Ri Gi/Just a Feeling

## Riconoscimenti
- Mnet Asian Music Awards
  - 2001 - "Miglior gruppo femminile" (Just in Love)
  - 2002 - "Miglior gruppo femminile" (U)
  - 2005 - "Mnet PD's Choice Award"